# Armodorum
 Armodorum  Breda 1827 es un género que tiene asignadas unas cuatro especies de orquídeas de hábito terrestre, de la subtribu Aeridinae.

## Distribución y  hábitat
Orquídeas de las tierras del SE asiático tropical en Malasia y Tailandia.

## Descripción
Este género se caracteriza por ser unas orquídeas de gran tamaño, monopodiales epífitas que se encuentran en las selvas húmedas. Vegetativamente se asemejan al género Arachnis en el labio medio lobulado y diferenciado.

## Taxonomía
El género fue descrito por Jacob Gijsbertus Samuël van Breda y publicado en Genera et Species Orchidearum et Asclepiadearum 11. 1829.
Etimología

## Especies
- Armodorum calcarata (Holttum) K.W.Tan,
- Armodorum senapatianum Phukan & A.A.Mao,
- Armodorum siamense Schltr.
- Armodorum sulingi (Blume) Schltr.[2]